# Ptychoglossus myersi
Espèce
Statut de conservation UICN

 LC  : Préoccupation mineure
Ptychoglossus myersi est une espèce de sauriens de la famille des Gymnophthalmidae.

## Répartition
Cette espèce se rencontre au Panama, en Colombie et au Venezuela.

## Étymologie
Cette espèce est nommée en l'honneur de Charles William Myers.

## Publication originale
- Harris, 1994 : Review of the teiid lizard genus Ptychoglossus. Herpetological Monographs, vol. 8, p. 226-275.